# 川合隆男
川合 隆男（かわい たかお、1938年7月25日 - ）は、日本の社会学者、慶應義塾大学名誉教授。社会学博士（慶應義塾大学・1975年）（学位論文「社会的成層の研究」）。社会調査に関する史的研究や近代日本社会学史研究を行う。山形県上山市生まれ。

## 略歴
1957年山形県立山形工業高等学校（建築科）卒業。1961年、慶應義塾大学法学部政治学科卒業。1966年、慶應義塾大学大学院社会学研究科博士課程単位取得退学。1964年慶應義塾大学法学部助手、1967年同専任講師、1970年同助教授。同年から1年間プリンストン大学に学ぶ。1975年社会学博士（慶應義塾大学）。1977年同教授。2004年定年退職、名誉教授。
1976年義塾賞、2003年福澤賞をそれぞれ受賞した。

## 著書
- 『社会的成層の研究 現代社会と不平等構造』世界書院, 1975年
- 『近代日本社会学の展開 学問運動としての社会学の制度化』恒星社厚生閣, 2003年
- 『戸田貞三 家族研究・実証社会学の軌跡』東信堂, 2003年
- 『タンポポの丘 戯れに来て戯れに去る』春風社, 2004年
- 『近代日本における社会調査の軌跡』恒星社厚生閣, 2004年

## 編著
- 『社会学 現代社会学の課題』原田勝弘、佐藤茂子、霜野寿亮、有末賢、鹿又伸夫共著）, 勁草書房, 1984年
- 『近代日本社会調査史』1-3, 慶應通信, 1989-94年
- 『明治期社会学関係資料 復刻版』竜渓書舎, 1991年
- 『近代日本社会学関係雑誌記事目録』龍溪書舎, 1997年
- 『近代日本社会学者小伝 書誌的考察』（竹村英樹と共編）, 勁草書房, 1998年
- 『都市論と生活論の祖型 奥井復太郎研究』（藤田弘夫と共編著）, 慶應義塾大学出版会 1999年
- 『日本社会学院年報』全11巻（復刻）, 龍溪書舎, 1999年
- 『東京市京橋区月島に於ける実地調査報告』2巻（復刻）龍溪書舎, 2002年

## 訳書
- G・イーストホープ『社会調査方法史』（霜野寿亮と共監訳）, 慶應通信, 1982年
- スーザン・P・シャド『ドイツ・ワイマール期の社会調査』（大淵英雄と共監訳）, 慶應通信, 1987年
- J・ベルティング他編『国際比較調査の諸問題 社会科学における国際比較』（鶴木真と共監訳）, 慶應通信, 1988年
- ケン・プラマー『生活記録 (ライフドキュメント) の社会学 方法としての生活史研究案内』（原田勝弘, 下田平裕身と共監訳）, 光生館, 1991年
- L・シャッツマン, A・L・ストラウス『フィールド・リサーチ 現地調査の方法と調査者の戦略』（監訳）, 慶應義塾大学出版会, 1999年
- K・F・パンチ『社会調査入門 量的調査と質的調査の活用』（監訳）, 慶應義塾大学出版会, 2005年

## 関連書
- 川合隆男先生退職記念文集編集委員会編『タンポポの花 幻の門より出でて野に咲かん』春風社, 2004年